# Nicolas Milanovic
Nicolas Petar Milanovic (* 14. November 2001 in Penrith) ist ein australischer Fußballspieler, der beim FC Aberdeen in der Scottish Premiership unter Vertrag steht.

## Karriere

### Verein
Nicolas Milanovic wurde in Penrith, etwa 40 km westlich der australischen Metropole Sydney geboren. In seiner Jugendzeit spielte der kroatischstämmige Milanovic bei Sydney United und den St Albans Saints. Milanovic begann seine Profikarriere im Jahr 2020 bei Western United aus Melbourne. Nach drei Spielzeiten, in denen er 36 Spiele in der A-League bestritt und fünf Tore erzielte, wechselte er im Februar 2023 zu den Western Sydney Wanderers.
Milanovic gab sein Debüt für den Verein im gleichen Monat als Einwechselspieler bei einer 0:1-Niederlage gegen den Sydney FC. Sein erstes Tor erzielte er bei einer 2:3-Niederlage gegen Melbourne City im April 2023. Am 8. September 2024 erzielte Milanovic seinen ersten Hattrick beim 4:1-Sieg gegen die Newcastle United Jets. Nach einer beeindruckenden Saison bei den Wanderers mit zwölf Toren und sechs Vorlagen wurde Milanovic 2025 mit der Johnny Warren Medal zum A-League-Spieler des Jahres gekürt.
Im Mai 2025 unterschrieb Milanovic einen langfristigen Vertrag beim schottischen Erstligisten FC Aberdeen.

### Nationalmannschaft
Nicolas Milanovic debütierte am 20. März 2024 in der australischen U23-Nationalmannschaft gegen den Irak während der Westasienmeisterschaft. Mit der Mannschaft gelang ihm im Turnierverlauf der Einzug in das Finale. Das Endspiel verlor Australien im Elfmeterschießen gegen Südkorea. Im gleichen Jahr spielte Milanovic für die U23 bei der Asienmeisterschaft. Dort schied Australien überraschend in der Vorrunde aus.

## Erfolge
- Johnny Warren Medal